# Pachylepyrium chilense
Pachylepyrium chilense är en svampart som beskrevs av M.M. Moser 2000. Pachylepyrium chilense ingår i släktet Pachylepyrium och familjen Strophariaceae.   Inga underarter finns listade i Catalogue of Life.